# Verwaltungsgemeinschaft Falkenberg
Die Verwaltungsgemeinschaft Falkenberg liegt im niederbayerischen Landkreis Rottal-Inn und wird von folgenden Gemeinden gebildet:
1. Falkenberg, 3903 Einwohner, 66,50 km²
2. Malgersdorf, 1220 Einwohner, 11,48 km²
3. Rimbach, 934 Einwohner, 22,90 km²

Sitz der Verwaltungsgemeinschaft ist der größte Ort Falkenberg.